# Serie A 1993/1994
Soutěžní ročník Serie A 1993/94 byl 92. ročník nejvyšší italské fotbalové ligy a 62. ročník od založení Serie A. Soutěž začala 29. srpna 1993 a skončila 1. května 1994. Účastnilo se jí opět 18 týmů z toho 14 se kvalifikovalo z minulého ročníku. Poslední čtyři týmy předchozího ročníku, jimiž byli Brescia Calcio, AC Fiorentina, Ancona Calcio a poslední tým ročníku - Pescara Calcio, sestoupily do druhé ligy. Opačným směrem putovali čtyři týmy, jimiž byli AC Reggiana (vítěz druhé ligy), US Cremonese, Piacenza FC a US Lecce.
Titul v soutěži obhajoval klub Milán AC, který v minulém ročníku získal své 13. prvenství v soutěži.
V sezoně se podařil rekord který vydržel 22 let. Brankář Milán AC Sebastiano Rossi udržel 929 minut neprůstřelnosti. Klub FC Inter Milán bojoval o záchranu do posledního kola.

## Přestupy hráčů
| Jméno                | odkud                  | kam               |  |
| -------------------- | ---------------------- | ----------------- |  |
| Brian Laudrup        | AC Fiorentina          | Milán AC          |  |
| Marcel Desailly      | Olympique de Marseille | Milán AC          |  |
| Florin Răducioiu     | Brescia Calcio         | Milán AC          |  |
| Christian Panucci    | Janov 1893             | Milán AC          |  |
| Frank Rijkaard       | Milán AC               | AFC Ajax          |  |
| Ruud Gullit          | Milán AC               | UC Sampdoria      |  |
| Alessandro Del Piero | Calcio Padova          | Juventus FC       |  |
| Angelo Di Livio      | Calcio Padova          | Juventus FC       |  |
| David Platt          | Juventus FC            | UC Sampdoria      |  |
| Pierluigi Casiraghi  | Juventus FC            | SS Lazio          |  |
| Dennis Bergkamp      | AFC Ajax               | FC Inter Milán    |  |
| Wim Jonk             | AFC Ajax               | FC Inter Milán    |  |
| Dan Petrescu         | Foggia Calcio          | Janov 1893        |  |
| Enzo Francescoli     | Cagliari Calcio        | Turín Calcio      |  |
| Enzo Scifo           | Turín Calcio           | AS Monaco         |  |
| Luca Marchegiani     | Turín Calcio           | SS Lazio          |  |
| Careca               | SSC Neapol             | Kashiwa Reysol    |  |
| Gianfranco Zola      | SSC Neapol             | AC Parma          |  |
| Abel Balbo           | Udinese Calcio         | AS Řím            |  |
| Thomas Helveg        | Odense BK              | Udinese Calcio    |  |
| Nestor Sensini       | Udinese Calcio         | AC Parma          |  |
| Alen Bokšić          | Olympique de Marseille | SS Lazio          |  |
| Roberto Di Matteo    | FC Aarau               | SS Lazio          |  |
| Karl-Heinz Riedle    | SS Lazio               | Borussia Dortmund |  |
| Cláudio Taffarel     | AC Parma               | AC Reggiana       |  |

## Složení ligy v tomto ročníku
| Klub            | Město         | Stadión                        | Kapacita | Trenér                                                               | 1992/93          |
| --------------- | ------------- | ------------------------------ | -------- | -------------------------------------------------------------------- | ---------------- |
| Atalanta BC     | Bergamo       | Stadio Atleti Azzurri d'Italia | 43 000   | Francesco Guidolin (do 10. kola) Andrea Valdinoci + Cesare Prandelli | 8.               |
| Cagliari Calcio | Cagliari      | Stadio Sant'Elia               | 40 900   | Luigi Radice (do 1. kola) Bruno Giorgi                               | 6.               |
| US Cremonese    | Cremona       | Stadio Giovanni Zini           | 20 600   | Luigi Simoni                                                         | Serie B          |
| Foggia Calcio   | Foggia        | Stadio Pino Zaccheria          | 25 800   | Zdeněk Zeman                                                         | 12.              |
| Janov 1893      | Janov         | Stadio Luigi Ferraris          | 40 000   | Claudio Maselli (do 16. kola) Franco Scoglio                         | 13.              |
| UC Sampdoria    | Janov         | Stadio Luigi Ferraris          | 40 000   | Sergio Santarini + Sven-Göran Eriksson                               | 7.               |
| US Lecce        | Lecce         | Stadio Via del Mare            | 40 600   | Nedo Sonetti (do 11. kola) Rino Marchesi                             | Serie B          |
| Milán AC        | Milán         | Stadio Giuseppe Meazza         | 85 700   | Fabio Capello                                                        |                  |
| FC Inter Milán  | Milán         | Stadio Giuseppe Meazza         | 85 700   | Osvaldo Bagnoli (do 22. kola) Gianpiero Marini                       | Stříbrná medaile |
| SSC Neapol      | Neapol        | Stadio San Paolo               | 76 800   | Marcello Lippi                                                       | 11.              |
| AC Parma        | Parma         | Stadio Ennio Tardini           | 36 725   | Nevio Scala                                                          | Bronzová medaile |
| Piacenza FC     | Piacenza      | Stadio Leonardo Garilli        | 21 000   | Luigi Cagni                                                          | Serie B          |
| AC Reggiana     | Reggio Emilia | Stadio comunale Mirabello      | 15 000   | Giuseppe Marchioro                                                   | Serie B          |
| AS Řím          | Řím           | Stadio Olimpico                | 82 900   | Carlo Mazzone                                                        | 10.              |
| SS Lazio        | Řím           | Stadio Olimpico                | 82 900   | Dino Zoff                                                            | 5.               |
| Juventus FC     | Turín         | Stadio delle Alpi              | 77 500   | Giovanni Trapattoni                                                  | 4.               |
| Turín Calcio    | Turín         | Stadio delle Alpi              | 77 500   | Emiliano Mondonico                                                   | 9.               |
| Udinese Calcio  | Udine         | Stadio Friuli                  | 40 000   | Azeglio Vicini (do 6. kola) Adriano Fedele                           | 14.              |

## Tabulka
| Poř. | Tým             | Z  | V  | R  | P  | VG | OG | B  |
| ---- | --------------- | -- | -- | -- | -- | -- | -- | -- |
| 1.   | Milán AC        | 34 | 19 | 12 | 3  | 36 | 15 | 50 |
| 2.   | Juventus FC     | 34 | 17 | 13 | 4  | 58 | 25 | 47 |
| 3.   | UC Sampdoria    | 34 | 18 | 8  | 8  | 64 | 39 | 44 |
| 4.   | SS Lazio        | 34 | 17 | 10 | 7  | 55 | 40 | 44 |
| 5.   | AC Parma        | 34 | 17 | 7  | 10 | 50 | 35 | 41 |
| 6.   | SSC Neapol      | 34 | 12 | 12 | 10 | 41 | 35 | 36 |
| 7.   | AS Řím          | 34 | 10 | 15 | 9  | 35 | 30 | 35 |
| 8.   | Turín Calcio    | 34 | 11 | 12 | 11 | 39 | 37 | 34 |
| 9.   | Foggia Calcio   | 34 | 10 | 13 | 11 | 46 | 46 | 33 |
| 10.  | US Cremonese    | 34 | 9  | 14 | 11 | 41 | 41 | 32 |
| 11.  | Janov 1893      | 34 | 8  | 16 | 10 | 32 | 40 | 32 |
| 12.  | Cagliari Calcio | 34 | 10 | 12 | 12 | 39 | 48 | 32 |
| 13.  | FC Inter Milán  | 34 | 11 | 9  | 14 | 46 | 45 | 31 |
| 14.  | AC Reggiana     | 34 | 10 | 11 | 13 | 29 | 37 | 31 |
| 15.  | Piacenza FC     | 34 | 8  | 14 | 12 | 32 | 43 | 30 |
| 16.  | Udinese Calcio  | 34 | 7  | 14 | 13 | 35 | 48 | 28 |
| 17.  | Atalanta BC     | 34 | 5  | 11 | 18 | 35 | 65 | 21 |
| 18.  | US Lecce        | 34 | 3  | 5  | 26 | 28 | 72 | 11 |

Poznámky
- Z = Odehrané zápasy; V = Vítězství; R = Remízy; P = Prohry; VG = Vstřelené góly; OG = Obdržené góly; B = Body
- za výhru 2 body, za remízu 1 bod, za prohru 0 bodů.
- klub FC Inter Milán hrál Pohár UEFA jako obhájce trofeje

|  | Přímý postup do Ligy mistrů 1994/95 |
|  | Přímý Postup do Poháru UEFA 1994/95 |
|  | Přímý postup do Poháru PVP 1994/95  |
|  | Sestup do Serie B 1994/95           |

## Střelecká listina
Nejlepším střelcem tohoto ročníku Serie A se stal opět italský útočník Giuseppe Signori. Hráč SS Lazio vstřelil 23 branek.
| P.  | Nár               | Hráč              | Tým             | Branky |
| --- | ----------------- | ----------------- | --------------- | ------ |
| 1.  | Itálie            | Giuseppe Signori  | SS Lazio        | 23     |
| 2.  | Itálie            | Gianfranco Zola   | AC Parma        | 18     |
| 3.  | Itálie            | Roberto Baggio    | Juventus FC     | 17     |
| 3.  | Itálie            | Andrea Silenzi    | Turín Calcio    | 17     |
| 5.  | Uruguay           | Rubén Sosa Ardaiz | FC Inter Milán  | 16     |
| 6.  | Uruguay           | Daniel Fonseca    | SSC Neapol      | 15     |
| 6.  | Nizozemsko        | Ruud Gullit       | UC Sampdoria    | 15     |
| 8.  | Itálie            | Marco Branca      | Udinese Calcio  | 14     |
| 9.  | Panama            | Dely Valdés       | Cagliari Calcio | 13     |
| 10. | Argentina         | Abel Balbo        | AS Řím          | 12     |
| 10. | Itálie            | Roberto Mancini   | UC Sampdoria    | 12     |
| 10. | Brazílie · Belgie | Luís Oliveira     | Cagliari Calcio | 12     |
| 10. | Nizozemsko        | Bryan Roy         | Foggia Calcio   | 12     |

## Vítěz
| Serie A 1993/94 AC Milán (14. titul) |